# Мендзиходський повіт
Мендзиходзький повіт (пол. powiat międzychodzki) — один з 31 земських повітів Великопольського воєводства Польщі.
Утворений 1 січня 1999 року в результаті адміністративної реформи.

## Загальні дані
Повіт знаходиться у західній частині воєводства.
Адміністративний центр — місто Мендзихуд.
Станом на 1.01.2008 населення становить 36 448 осіб, площа 736,44 км².

## Демографія
Демографічні дані повіту станом на 30.06.2005:
|       | Всього | Всього | Жінки  | Жінки | Чоловіки | Чоловіки |
| ----- | ------ | ------ | ------ | ----- | -------- | -------- |
|       | осіб   | %      | осіб   | %     | осіб     | %        |
| Повіт | 36 332 | 100    | 18 458 | 50,8  | 17 874   | 49,2     |
| Міста | 16 905 | 100    | 8751   | 51,8  | 8154     | 48,2     |
| Села  | 19 427 | 100    | 9707   | 50    | 9720     | 50       |